# Fonolleres (Grañanella)
Fonolleres es una localidad española del municipio leridano de Grañanella, en la comunidad autónoma de Cataluña.

## Historia
A mediados del siglo XIX, la localidad contaba con 50 habitantes. Aparece descrita en el octavo volumen del Diccionario geográfico-estadístico-histórico de España y sus posesiones de Ultramar de Pascual Madoz de la siguiente manera:

FONOLLERAS: l. con alc. p. y que forma ayunt. con otros pueblos en la prov. de Lérida (7 leg.), part. jud. de Cervera (1), aud. terr. y c. g. de Cataluña (Barcelona 15), dióc. de Solsona (9): sit. al pie de una altura, combatido principalmenle por el viento N., y el clima frio en invierno y templado en verano, es bastante saludable. Tiene 7 casas y un castillo que perteneció á los antiguos señores del pueblo, el cual les servia de habitacion ó vivienda, en el día muy deteriorado la igl. parr. bajo la advocación de Nra. Sra. de la Asuncion, está servida por un cura de provision del ordinario en concurso general; el cementerio se halla detras de la igl. en la parte N. Se estíende el térm. 1/2 leg. de N. á S., y 3/4 de E. á O.; confinando N. con Corbella; E. Curullada; S. Gramuntell, y O. Talladell: cruza por él un arroyo que pasa próximo al l. y va á desaguar en las lanuras de Urgel: el terreno es en general de mediana calidad; encontrándose una cordillera de montes de poca elevacion en dirección N. del pueblo: los caminos de herradura dirijen á Cervera y Tárrega en mal estado: correos, recibe la correspondencia de la adm. de Cervera donde van a recogerla. prod.: trigo, legumbres, vino, hortaliza y un poco de aceite: se cria ganado lanar y se mantiene el vacuno preciso para la labranza: hay caza de perdices, liebres y algún conejo. ind.: un molino harinero. pobl.: 10 vec., 50 alm. cap. imp.: 17,562 rs. contr.: el 14'28 por 100 de esta riqueza.
(Madoz, 1847, p. 124)

En la actualidad pertenece al municipio de Grañanella. En 2021 la entidad singular de población tenía censados 56 habitantes y el núcleo de población 34 habitantes.